# Türkiye Open Antalya
Die Türkiye Open Antalya sind offene internationale Meisterschaften der Türkei im Badminton. Sie fanden erstmals vom  13. bis zum 16. Oktober 2011 statt und sind damit einer der jüngsten internationalen Titelkämpfe im Badminton in Europa. Mit der Austragung von zwei internationalen Meisterschaften werden die Anstrengungen der Türkei belegt, die Sportart Badminton im Land weiter zu popularisieren. 2011 gehörte das Turnier zum BWF-Level 4B. Das Preisgeld betrug 5000 US-Dollar.

## Die Sieger
| Saison    | Herreneinzel      | Dameneinzel       | Herrendoppel                   | Damendoppel                    | Mixed                    |
| --------- | ----------------- | ----------------- | ------------------------------ | ------------------------------ | ------------------------ |
| 2011      | Fabian Hammes     | Anne Hald         | Ben Stawski Paul van Rietvelde | Gabriela Stoeva Stefani Stoeva | Ben Stawski Lauren Smith |
| 2012 2024 | nicht ausgetragen | nicht ausgetragen | nicht ausgetragen              | nicht ausgetragen              | nicht ausgetragen        |